# École polytechnique de l’université d’Orléans
Die École polytechnique de l’université d’Orléans (Polytech Orléans) ist eine französische Ingenieurhochschule, die 2002 gegründet wurde.
Die Hochschule bildet Ingenieure in fünf Hauptfächern aus:
- Ökotechnologie-Engineering in Elektronik und Optik
- Maschinenbau und Energietechnik
- Bauingenieurwesen / Umwelt
- Produktionsleitung
- Hausautomationstechnik[2]

Das in Orléans gelegene Polytech Orléans ist eine öffentliche Hochschuleinrichtung. Die Hochschule ist Mitglied der Universität Orléans.